# Paweł Łubowski
Paweł Łubowski (ur. 1955 r. w Poznaniu) – polski artysta, malarz, fotografik, twórca multimediów, publicysta, twórca i redaktor naczelny pism o sztuce współczesnej, animator kultury działający na rzecz środowiska artystycznego. Doktor sztuk pięknych. W latach 2010–2015 dyrektor Centrum Sztuki Współczesnej "Znaki Czasu" w Toruniu.

## Życiorys
Absolwent III Liceum Ogólnokształcącego w Poznaniu. W 1979 roku ukończył Państwową Wyższa Szkołę Sztuk Plastycznych (obecnie Uniwersytet Artystyczny) w Poznaniu. Dyplom uzyskał w pracowni prof. Jerzego Schmitda. Otrzymał stypendium Communauté Française w Belgii i odbył staż w l'Académie Royale des Beaux-Arts w Brukseli w pracowni malarstwa André Ruelle'a. Doktoryzowany na Akademii Sztuk Pięknych w Warszawie w roku 2012. Twórca i redaktor naczelny pism o sztuce: „ARTeon” (1999−2006), „artluk”(2006 – obecnie), „CoCAin...”(2012-2015). Współzałożyciel Galerii Szyperska w Poznaniu, którą prowadził do 2010 r. Kurator (wraz z Heinzem Cibulką) cyklu wystaw artystów polskich i austriackich „Sąsiadka” w Wiedniu, Poznaniu i Warszawie. Zorganizował pierwszą w Polsce wystawę akcjonizmu wiedeńskiego w Galerii Szyperska w 2004 r. Współzałożyciel Stowarzyszenia Kulturalnego ARTES, którego był prezesem do 2010 roku. W ramach tego Stowarzyszenia zorganizował dwa sympozja pism o sztuce współczesnej w 2002 w Poznaniu i w 2005 w Skokach k/Poznania. W latach 2003–2006 był wiceprezesem Okręgu Poznańskiego Związku Polskich Artystów Plastyków, a w latach 2006-2010 wiceprezesem Zarządu Głównego ZPAP. W latach 2010–2015 pełnił funkcję dyrektora Centrum Sztuki Współczesnej „Znaki Czasu” w Toruniu. Program Centrum współtworzył z Dobrilą Denegri, a potem z René Blockiem. W 1991 awansowany do stopnia podporucznika Wojska Polskiego. Obecnie wiceprezes Stowarzyszenia Kulturalnego ARTES.

## Kariera artystyczna
Zadebiutował w 1979 roku wystawą indywidualna w galerii „Repassage 2” w Warszawie. W 1980 otrzymał I Nagrodę w VII Ogólnopolskim Konkursie na Obraz im. Jana Spychalskiego w Poznaniu.
W latach 1981–1984 brał udział w wystawach w ramach działań Kultury Niezależnej w prywatnych pracowniach i galeriach niezależnych. Miał 43 wystawy indywidualne, brał udział w wielu wystawach zbiorowych w kraju i zagranicą. Jest laureatem wielu konkursów malarskich oraz wydawniczych i grafiki prasowej takich jak: „GrandFront“, Międzynarodowy Konkurs Projektowania Prasowego „Chimera“ (2004–2009).
Jego twórczość charakteryzuje ironia i dystans do przedstawianych tematów z historii powszechnej, historii sztuki i kultury. Sięga do zdjęć dokumentalnych i dzieł klasyki sztuki europejskiej. Korzysta także z tradycyjnej fotografii chemicznej i technik cyfrowych. Tworzy małe formy filmowe i animacje.

## Ważniejsze wystawy indywidualne
- 1979 Galeria „Repassage 2” Warszawa (debiut)
- 1983 Galeria „ON” Poznań
- 1989 Galeria „KaYa” Bruksela
- 1991 Galeria BWA Poznań[5]
- 1993 Międzynarodowe Centrum Sztuki, Poznań
- 1995 Studio Sienko, Londyn
- 2003 Galeria „Krótko i węzłowato...”, Łódź
- 2004 Galeria Kameralna BGSW, Słupsk
- 2004 Galeria Miejska Arsenał, Poznań
- 2005 Museum Barockschlössl Mistelbach, Austria
- 2005 Muzeul Naţional de Artã Contemporanã w Bukareszcie, Rumunia
- 2012 Galeria Meno Parkas i Muzeum Sztuki im. M.K. Čiurlionisa w Kownie, Litwa. Wystawa wraz z Jonasem Gasiunasem i Kaido Ole
- 2012 Muzeum Sztuki Współczesnej w Tartu, Estonia. Wystawa wraz z Jonasem Gasiunasem i Kaido Ole
- 2013 Galeria Szyperska Poznań

## Nagrody w konkursach malarskich
- 1980 I Nagrodę w VII Ogólnopolskim Konkursie na Obraz im. Jana Spychalskiego w Poznaniu
- 1884 Medal Młodej Sztuki w dziedzinie plastyki, „Głos Wielkopolski”, Poznań
- 1985 Grand Prix na Salonie Zimowym w Radomiu
- 1985 Nagrodę im. Jacka Malczewskiego, Radom
- 1985 dwa wyróżnienie na XII Ogólnopolskim Konkursie na Obraz im. Jana Spychalskiego w Poznaniu
- 1986 medal na XIII Festiwalu Polskiego Malarstwa Współczesnego w Szczecinie
- 1987 Grand Prix III Triennale Portretu Współczesnego w Radomiu
- 1988 III nagroda w konkursie Malarstwa Realistycznego w Sofii

### Ważniejsze publikacje książkowe
- Ryszard K. Przybylski, Wszystko inne, Poznań, 1994
- Agnieszka Balewska, Konwencje i antynomie, wyd. Stowarzyszenie Kulturalne Artes, Poznań, 1998
- Anna Jamroziakowa, Dynamika wyobraźni, wyd. Humaniora, Poznań, 1999
- Marta Smolińska-Byczuk, Gry w symulacje, wyd. Arteon, Poznań, 2005
- Ewelina Jarosz., 6,5 Szyperskiej. Od Cibulki do Kosałki, wyd. Okręg Poznański ZPAP, Poznań, 2009
- Marta Smolińska, Puls sztuki. OKO-ło wybranych problemów sztuki współczesnej, wyd. Galeria Miejska Arsenał w Poznaniu, Poznań, 2010
- Joanna Pokorna-Pietras, Igraszki z Chronosem, wyd. Okręg Poznański ZPAP, Poznań, 2014